# Ricardo Galvão
Ricardo Magnus Osório Galvão (Itajubá, 21 de dezembro de 1947) é um físico e engenheiro brasileiro, professor titular do Instituto de Física da Universidade de São Paulo (IF-USP). Membro da Academia Brasileira de Ciências, é o atual presidente do Conselho Nacional de Desenvolvimento Científico e Tecnológico (CNPq).
Galvão foi diretor do Centro Brasileiro de Pesquisas Físicas (CBPF) e do Instituto Nacional de Pesquisas Espaciais (INPE).
Por sua defesa da ciência contra os ataques de Jair Bolsonaro, a revista científica Nature listou Galvão como o primeiro das dez pessoas mais importantes para a ciência em 2019. Pelas mesmas razões, em 2021 ele foi distinguido pela Associação Americana para o Avanço da Ciência com o Prêmio da Liberdade e Responsabilidade Científica.

## Biografia
Graduou-se em Engenharia de Telecomunicações pela Universidade Federal Fluminense em 1969. Obteve mestrado em Engenharia Elétrica pela Universidade Estadual de Campinas em 1972 e um doutorado em Física de Plasmas pelo Instituto de Tecnologia de Massachusetts em 1976.
Foi diretor do Centro Brasileiro de Pesquisas Físicas (CBPF) entre 2004 e 2011 e presidente da Sociedade Brasileira de Física entre 2013 e 2016. Professor titular na Universidade de São Paulo, Galvão é pesquisador do Laboratório de Física de Plasmas da USP, onde realiza pesquisas na área de fusão nuclear com o tokamak TCABR.
Atuou como professor da Unicamp entre 1971 e 1982 e na Universidade de São Paulo desde 1983, onde atualmente é professor titular.  Paralelamente, atuou também como pesquisador pelo Centro Técnico Aeroespacial de 1982 a 1986. Em 1981 também trabalhou, dentro da USP, ao lado de Ivan Nascimento, na construção do TBR-1, o primeiro tokamak da América Latina, que esteve funcional até 1995.
De 2005 a 2012 foi diretor do Centro Brasileiro de Pesquisas Físicas (CBPF).
Em 2016 ele assumiu a direção do Instituto Nacional de Pesquisas Espaciais. Após sua exoneração em 2019, Galvão retornou a dar aula no Instituto de Física da USP.

## Prêmios e homenagens

### Prêmios
- 2021 — Prêmio da Liberdade e Responsabilidade Científica, da Associação Americana para o Avanço da Ciência[9]
- 2020 — Prêmio Trip Transformadores 20/21, da Revista Trip[19]
- 2019 — Nature's 10, da revista Nature[5]
- 2015 — Medalha Carneiro Felippe[20]
- 2008 — Comendador da Ordem Nacional do Mérito Científico[21]
- 1985 — Prêmio Sandoval Vallarta[22]
- 1984 — Prêmio ICTP do Centro Internacional de Física Teórica[23]

### Homenagens

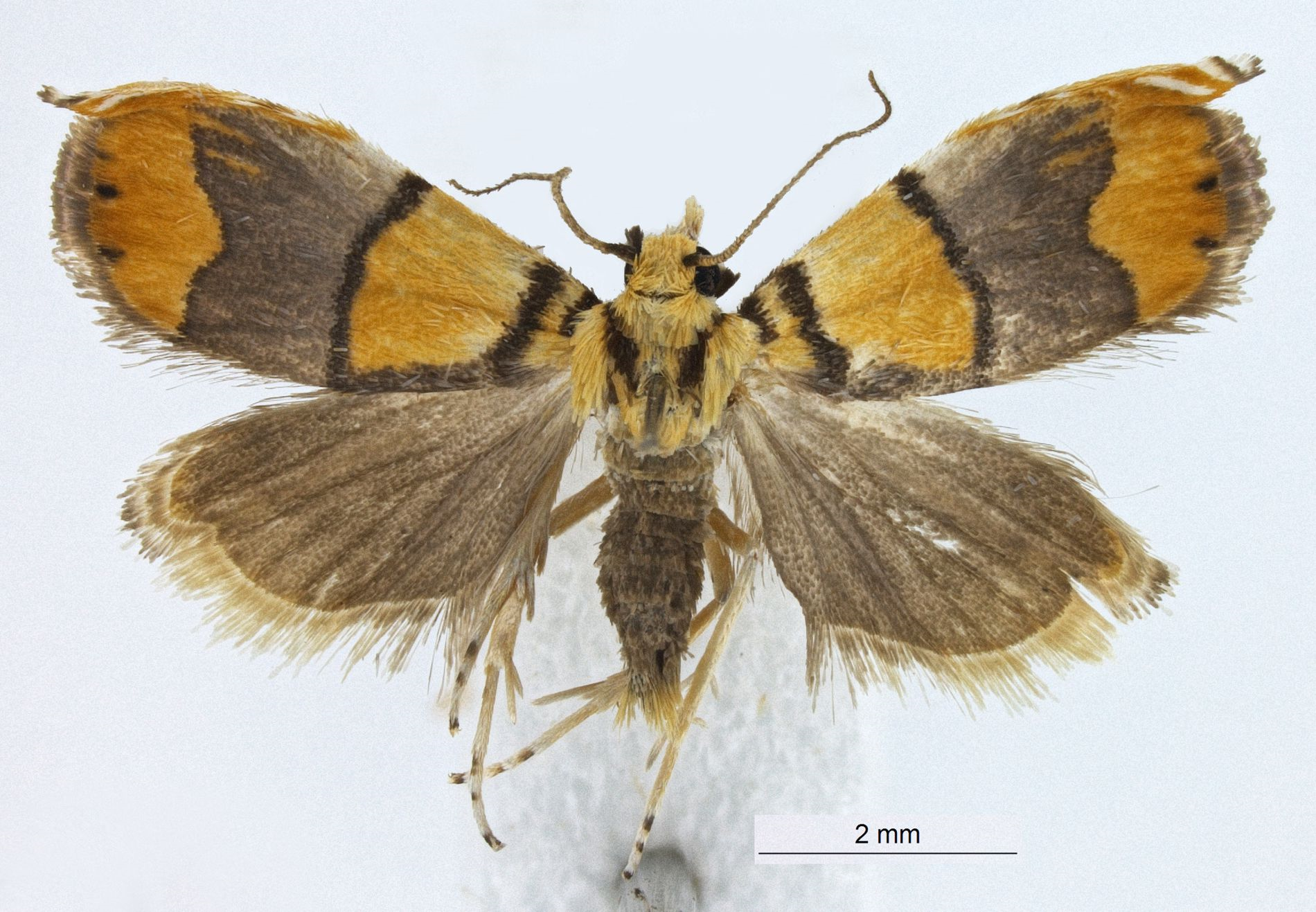
Diptychophora galvani

A traça Diptychophora galvani Landry & Becker, 2021 é dedicada a Galvão, "pela sua coragem face à adversidade profissional". Os descritores sugerem também que "a cor alaranjada das asas anteriores da traça fazem lembrar os incêndios devastadores que se tinham tornado mais predominantes na Amazónia em 2019, em comparação com 2018, com base nos dados científicos do Dr Galvão e da sua equipa que custaram ao Dr Galvão o seu cargo de Director do Instituto Nacional de Investigação Espacial do Brasil em Agosto de 2019".

## Atritos com Jair Bolsonaro
Na sexta-feira, dia 19 de julho de 2019, o então presidente Jair Bolsonaro criticou publicamente Ricardo Galvão durante uma entrevista coletiva com a imprensa internacional, acusando-o de passar dados mentirosos sobre o desmatamento da Amazônia e estar a serviço de alguma ONG: "A questão do Inpe, eu tenho a convicção que os dados são mentirosos. Até mandei ver quem é o cara que está na frente do Inpe. Ele vai ter que vir se explicar aqui em Brasília esses dados aí que passaram pra imprensa do mundo todo, que pelo nosso sentimento não condiz com a verdade. Até parece que ele está à serviço de alguma ONG, que é muito comum." O Ministério da Ciência chegou a construir um grupo para fazer um levantamento da vida do Ricardo Galvão, com objetivo de ver quaisquer coisas que ele "tenha feito de errado", como forma de forçá-lo a se demitir, além de ter grampeado o telefone.
No sábado, Galvão rebateu as críticas feitas pelo presidente:
A primeira coisa que eu posso dizer é que o sr. Jair Bolsonaro precisa entender que um presidente da República não pode falar em público, principalmente em uma entrevista coletiva para a imprensa, como se estivesse em uma conversa de botequim. Ele fez comentários impróprios e sem nenhum embasamento e fez ataques inaceitáveis não somente a mim, mas a pessoas que trabalham pela ciência desse País. Ele disse estar convicto de que os dados do Inpe são mentirosos. Mais do que ofensivo a mim, isso foi muito ofensivo à instituição. (...) Fiquei realmente aborrecido, porque na minha opinião ele fez comigo o mesmo jogo que fez com Joaquim Levy (que pediu demissão do BNDES após também ser criticado em público por Bolsonaro). Ele tomou uma atitude pusilânime, covarde, de fazer uma declaração em público talvez esperando que peça demissão, mas eu não vou fazer isso. Eu espero que ele me chame a Brasília para eu explicar o dado e que ele tenha coragem de repetir, olhando frente a frente, nos meus olhos. Eu sou um senhor de 71 anos, membro da Academia Brasileira de Ciências, não vou aceitar uma ofensa desse tipo. Ele que tenha coragem de, frente a frente, justificar o que ele está fazendo. É uma ofensa de botequim. Não vou responder a ele e ele que me chame pessoalmente e tenha coragem de me dizer cara a cara isso.
No mesmo dia o conselho da Sociedade Brasileira Para o Progresso da Ciência defendeu Galvão em um manifesto que classificou os ataques de Bolsonaro como ofensivos, ideológicos e desprovidos de fundamento. No domingo, a Sociedade Brasileira de Física emitiu uma nota também apoiando Galvão e deplorando os ataques feitos pelo presidente. Ainda no dia 21, a Academia Brasileira de Ciências e seu presidente, Luiz Davidovich, também expressaram apoio a Galvão, assim como o ex-ministro da Ciência e Tecnologia, José Israel Vargas. No dia 22 de julho Galvão recebeu manifestações de apoio dos 56 cientista que compõem a Coalizão Ciência e Sociedade, das Entidades do Fórum de Ciência e Tecnologia e do físico Luiz Pinguelli Rosa.
Galvão reafirmou suas declarações anteriores e ainda que não responderia à nota do ministro Marcos Pontes por desconhecer o seu conteúdo e que se reuniria com o ministro antes de responder. Ele afirmou ainda que já tinha entrado em contato com o ministro. No dia 7 de agosto de 2019, a exoneração de Ricardo Galvão foi publicada.
Douglas Morton, diretor do Laboratório de Ciências Biosféricas no Centro de Voos Espaciais da NASA declarou que os resultado do INPE eram "inquestionáveis", explicou que o INPE sempre trabalhara de forma técnica e criteriosa e classificou a demissão de Galvão como significativamente alarmante e que refletia como "atual governo trata a ciência". Posteriormente, os dados oficiais de desmatamento emitidos pelos sistema de Detecção de Desmatamento em Tempo Real (DETER) confirmaram as previsões do INPE.
Por sua defesa da ciência contra os ataques de Bolsonaro, a revista científica Nature nomeou Galvão como um das dez pessoa mais importantes do ano de 2019 na ciência. Em 2021 a Associação Americana para o Avanço da Ciência conferiu a Galvão o Prêmio da Liberdade e Responsabilidade Científica (Scientific Freedom and Responsibility Award).

## Carreira política
Em 2022 Ricardo Galvão filiou-se ao partido REDE com o objetivo de disputar um assento como deputado federal por São Paulo nas eleições 2022, e veio a receber apoio do ex-Presidente Lula. Galvão também é parte do movimento Cientistas Engajados.
Em 2 de outubro de 2022, Ricardo Galvão disputou o cargo de deputado federal pelo estado de São Paulo, quando obteve 40.365 votos, resultado que o colocou na terceira suplência na federação partidária entre REDE e PSOL, atrás da candidata psolista Luciene Cavalcante, primeira suplente com 49.131 votos, e do então deputado federal Ivan Valente, segundo suplente com 44.424 votos.
Em 16 de novembro de 2022 Ricardo Galvão foi anunciado pelo Vice-Presidente eleito Geraldo Alckmin como membro da equipe de transição na pasta do Meio Ambiente do governo eleito em 2022.
Em 13 de janeiro de 2023, após a posse do governo eleito em 2022, a Ministra Luciana Santos decidiu nomear Ricardo Galvão como presidente do CNPq, vindo a assumir no dia 17 de janeiro.

## Artigos selecionados
- Cenacchi, G.; Galvão, R.; Taroni, A. (1976). «Numerical computation of axisymmetric MHD-equilibria without conducting shell». Nuclear Fusion (em inglês). 16 (3): 457–464. ISSN 0029-5515. doi:10.1088/0029-5515/16/3/010
- Coppi, B.; Galvao, R.; Pellat, R.; Rosenbluth, M.; Rutherford, P. (1976). «Resistive internal kink modes». Sov. J. Plasma Phys. (Engl. Transl.); (United States) (em inglês). 2:6
- Galvão, R. M. O.; Sakanaka, P. H.; Shigueoka, H. (1978). «Influence of Toroidal Effects on the Stability of the Internal Kink Mode». Physical Review Letters. 41 (13): 870–873. doi:10.1103/PhysRevLett.41.870
- Elfimov, A. G.; Segundo, G. Amarante; Galvão, R. M. O.; Nascimento, I. C. (2000). «Ion Larmour Radius Effect on rf Ponderomotive Forces and Induced Poloidal Flow in Tokamak Plasmas». Physical Review Letters. 84 (6): 1200–1203. doi:10.1103/PhysRevLett.84.1200

## Texto
- «Patriotismo é defender as instituições e a democracia». Congresso em Foco. 9 de setembro de 2022